# 申恩慶
申恩慶（1973年2月15日—），或譯申恩卿，韓國女演員。現任韓國藝術綜合專門學校演技藝術學部教授。

## 個人生活
前夫為著名演藝策劃公司的代表金正洙，2003年9月結婚，婚後育有一子。由於丈夫事業失敗等錯綜複雜的金錢問題，導致長期鬧矛盾，於2007年協議離婚，患有腦水腫的兒子撫養權和監護權都歸申恩慶。
2015年12月3日，申恩慶前夫婆婆近日接受南韓媒體訪問時爆料，指出她8年期間僅來探視過申恩慶兒子2次。對此申恩慶本人對此事低調至極。

## 演出作品

### 電視劇
| 年份   | 電視台                   | 劇名                               | 角色               |
| 1988年 | KBS                      | 《慾望之門》                       |                    |
| 1990年 | 《婆天舞》               |                                    |                    |
| 1992年 | 《黑色的自畫像》         |                                    |                    |
| 1993年 | MBC                      | 《Pilot》                          | 都珍淑             |
| 1994年 | 《最後的勝負》           |                                    |                    |
| 1994年 | 《綜合醫院》             |                                    |                    |
| 1999年 | SBS                      | 《愛如潮水》                       |                    |
| 2007年 | 《不良情侶》             | 金棠子                             |                    |
| 2008年 | KBS                      | 《媽媽發怒了》                     | 羅英琇             |
| 2008年 | MBC                      | 《愛的謊言》                       | 徐恩盈             |
| 2010年 | 《慾望之火》             | 尹娜英                             |                    |
| 2012年 | SBS                      | 《依然是你》                       | 車順英             |
| 2013年 | MBC                      | 《醜聞：極具衝擊性與不道德的事件》 | 尹華英             |
| 2013年 | JTBC                     | 《你鄰居的妻子》                   | 洪慶珠             |
| 2014年 | TV朝鮮                   | 《妻子醜聞－起風了》               | 申恩慶             |
| 2014年 | tvN                      | 《家族的秘密》                     | 韓正妍             |
| 2015年 | 《Oh 我的鬼神君》        | 趙惠英                             |                    |
| 2015年 | SBS                      | 《愛你的時間》                     | 具妍靜（特別演出） |
| 2015年 | 《村莊：阿雉阿拉的秘密》 | 尹志淑                             |                    |
| 2017年 | KBS                      | 《Drama Special - 不良家庭》       |                    |
| 2018年 | SBS                      | 《皇后的品格》                     | 姜恩蘭             |
| 2020年 | 《Penthouse》            | 姜瑪莉                             |                    |
| 2021年 | 《Penthouse 2》          |                                    |                    |
| 2021年 | 《Penthouse 3》          |                                    |                    |
| 2023年 | 《7人的逃脫》            | 車主蘭                             |                    |
| 2024年 | 《7人的復活》            |                                    |                    |

### 電影
| 年份   | 片名                                            | 角色   |
| 1997年 | 《娼(Downfall)》                                |        |
| 1999年 | 《A Mystery of the Cube》                       |        |
| 1999年 | 《七夜怪談韓國版》                              |        |
| 2000年 | 《Emergency Room: The Movie》                   |        |
| 2000年 | 《漩渦》(客串)                                  |        |
| 2001年 | 《我老婆是老大》                                |        |
| 2001年 | 《Out of Justice》                              |        |
| 2002年 | 《他喜歡的是妳》                                |        |
| 2002年 | 《A Perfect Match》                             |        |
| 2002年 | 《She Brings Us Danger》                        |        |
| 2003年 | 《我老婆是老大2》                               |        |
| 2005年 | 《Mister Housewife》                            |        |
| 2005年 | 《死亡膠囊(六月日記)》                          |        |
| 2005年 | 《Quiz King》                                   |        |
| 2010年 | 《Two woman》                                   |        |
| 2013年 | 《全國歌唱比賽》（客串）                        | 寶利母 |
| 2014年 | 《設計》                                        |        |
| 2022年 | 《It's Alright》短篇電影。故事二：Counterattack |        |

## 獎項
| 年份   | 獎項                                                     | 作品                           | '結果 |
| 1994年 | TV年度明星賞－電視演員部門優秀賞                         | 綜合醫院                       | 獲獎  |
| 1994年 | MBC演技大賞－優秀演技賞                                  | 綜合醫院                       | 獲獎  |
| 1995年 | 第31屆百想藝術大賞－TV部門新人演技賞                     | 綜合醫院                       | 獲獎  |
| 1997年 | 第18屆青龍電影獎－女主角賞、人氣明星賞                   | 娼                             | 獲獎  |
| 1998年 | 第34屆百想藝術大賞－電影部門人氣賞                       | 娼                             | 獲獎  |
| 2001年 | 第22界青龍電影獎－人氣明星賞                             | 我老婆是老大                   | 獲獎  |
| 2007年 | SBS演技大賞－10大明星賞                                  | 不良情侶                       | 獲獎  |
| 2010年 | MBC演技大賞－女子最優秀演技賞                            | 慾望的火花                     | 獲獎  |
| 2012年 | SBS演技大賞－十大明星獎、週末／連續劇部門 女子優秀演技賞 | 依然是你                       | 獲獎  |
| 2013年 | 第21屆大韓民國文化演藝大賞－電視劇部門女子最優秀賞       | 醜聞：極具衝擊性與不道德的事件 | 獲獎  |
| 2013年 | MBC演技大賞-特別企劃 最優秀女子演技賞                    | 醜聞：極具衝擊性與不道德的事件 | 獲獎  |

## 腳註
1. ↑  崔炳俊. . 京鄉新聞. 1994-12-31  [2021-04-29]. （原始内容存档于2021-04-29）.
2. ↑  曺喜蓮. . 朝鮮日報. 1996-11-20  [2021-04-29]. （原始内容存档于2021-04-29）.
3. ↑  朴信姸. . 京鄉新聞. 1994-07-03  [2021-04-29]. （原始内容存档于2021-04-29）.
4. ↑  申恩慶丈夫涉嫌貪污被不拘留起訴 （页面存档备份，存于）,朝鮮日報中文網,2007-08-22
5. ↑  申恩慶決定協議離婚獨自撫養兒子 （页面存档备份，存于）,朝鮮日報中文網,2007-08-24
6. ↑  9歲兒子3歲智力 申恩慶流淚觀眾動容 的存檔，存档日期2015-08-13.,朝鮮日報中文網,2012-04-10
7. ↑  申恩慶冷甩身障兒 前婆婆控訴「8年只見2次！」 （页面存档备份，存于）,NOWnews,2015-12-03
8. ↑  . movie.daum.net.   [2019-09-28]. （原始内容存档于2021-12-15） （韩语）.

## 外部連結
- NAVER